# Йован Милошевич
Йован Милошевич (серб. кир.: Јован Милошевић; нар. 31 липня 2005, Чачак, Сербія і Чорногорія) — сербський футболіст, який грає на позиції нападника сербского клубу «Партизан», орендований у клубу Бундесліги «Штутгарт».

## Клубна кар'єра
10 липня 2022 року Мілошевич дебютував за команду «Войводини», замінивши Небойшу Бастаїча на 65-й хвилині в домашньому матчі проти «Напредака Крушевац» (1–0).
25 січня 2023 року було офіційно оголошено, що нападник приєднається до клубу Бундесліги «Штутгарт» із початку сезону 2023–24, підписавши з німецьким клубом контракт до червня 2027 року.
13 лютого 2024 року Мілошевич на правах оренди перейшов до швейцарського «Санкт-Галлена».

## Виступи за збірні
З п'ятьма голами Милошевич став найкращим бомбардиром чемпіонату Європи 2022 року U-17, на якому Сербія дійшла до півфіналу, де поступилася Нідерландам по пенальті. Він забивав гол у кожній грі, в якій брав участь.

## Кар'єрна статистика
Станом на 27 січня 2024
| Клуб              | Сезон             | Чемпіонат          | Чемпіонат | Чемпіонат | Кубок | Кубок | Континентальні кубки | Континентальні кубки | Всього | Всього |
| Клуб              | Сезон             | Ліга               | Ігор      | Голів     | Ігор  | Голів | Ігор                 | Голів                | Ігор   | Голів  |
| ----------------- | ----------------- | ------------------ | --------- | --------- | ----- | ----- | -------------------- | -------------------- | ------ | ------ |
| Воєводина         | 2022–23           | Сербська суперліга | 18        | 3         | 2     | 0     | —                    | —                    | 20     | 3      |
| Штутгарт          | 2023–24           | Бундесліга         | 5         | 0         | 1     | 0     | —                    | —                    | 6      | 0      |
| Всього за кар'єру | Всього за кар'єру | Всього за кар'єру  | 23        | 3         | 3     | 0     | —                    | —                    | 26     | 3      |

## Титули і досягнення
Індивідуальний
- Найкращий бомбардир чемпіонату Європи УЄФА U-17: 2022[6]